# Konflikt (Flugsicherung)
Ein Konflikt ist in der Flugsicherung eine Situation, in der sich zwei oder mehr Flugzeuge auf Kollisionskurs befinden. Man unterscheidet lokale und opposite Konflikte. Beide werden mit Hilfe von sog. "Flugstreifens" ermittelt.

## Lokaler Konflikt
In einen lokalen Konflikt sind mindestens zwei Flugzeuge involviert. Auf der Route aller beteiligten Flugzeuge gibt es einen Punkt, auf den folgende Bedingungen zutreffen:
- Ihr zeitlicher Abstand beim Überfliegen des Punktes beträgt vier Minuten oder weniger.
- Ihr räumlicher Höhenabstand beträgt 30 Flugflächen (flight level, FL) oder weniger.

## Oppositer Konflikt
Opposite Konflikte treten auf, wenn folgende Bedingungen gegeben sind:
- Mindestens zwei Flugzeuge kommen sich zwischen zwei Punkten entgegen (z. B. ein Flugzeug fliegt von Stadt A nach B, das andere Flugzeug von B nach A).
- Aufgrund unterschiedlicher Höhenveränderungen im Verlauf des Fluges beträgt der vertikale Höhenabstand zwischen den Flugzeugen zu irgendeinem Zeitpunkt weniger oder gleich 30 FL.

Entdeckt werden diese Konflikte von so genannten Data Assistants, die mittels Flugstreifen Flugrouten auf Konflikte hin prüfen.